# الولايات المتحدة الفنزويلية
الولايات المتحدة الفنزويلية (بالإسبانية: Estados Unidos de Venezuela) هو الاسم الرسمي لفنزويلا، الذي تم تبنيه في دستورها لعام 1864 تحت حكومة خوان كريسوستومو فالكون. ظل هذا الاسم الرسمي حتى عام 1953، عندما أعاد دستور ذلك العام تسميتها جمهورية فنزويلا. وفي عام 1999 في عهد الرئيس المنتخب حديثًا هوغو تشافيز تم تعديل للدستور، وصار الاسم الرسمي لفنزويلا هو جمهورية فنزويلا البوليفارية.

## العلم
استخدمت الولايات المتحدة الفنزويلية ثلاثة أعلام رسمية في وقتها:
- 1863 – 1905
مرسوم خوان كريسوستومو فالكون
- 1905 – 1930
مرسوم سيبريانو كاسترو
- 1930 – 1954
مرسوم خوان فيسنتي غوميز

## التاريخ

### الاسم الاصلي
كان الاسم الرسمي للبلاد من 1830 إلى 1857 هو دولة فنزويلا (بالإسبانية: Estado de Venezuela). لقد أعطاها دستور عام 1858 الاسم الرسمي جمهورية فنزويلا (بالإسبانية: República de Venezuela). وبعد أن فاز الحزب الليبرالي بالسلطة في الحرب الفيدرالية، فقد دعى إلى مؤتمر دستوري، لتأسيس الدستور على المبادئ الاتحادية. في 28 مارس 1864، اجتمع أعضاء الاتفاقية في كاراكاس للتوقيع عليها. أمر الرئيس فالكون بنشرها وتوزيعها في 13 أبريل، وقد تم التصديق عليها في 22 أبريل من قبل وزراء الداخلية والعدل والمالية والتنمية والحرب والبحر.

### تغيير الاسم
تضمن دستور عام 1953 مادة انتقالية لتغيير الاسم الرسمي من الولايات المتحدة الفنزويلية Estados Unidos de Venezuela إلى جمهورية فنزويلا República de Venezuela. أكد الدستور التالي لعام 1961 الاسم الجديد. تُعرف فنزويلا حاليًا وبشكل رسمي، بموجب الدستور الجديد لعام 1999، باسم جمهورية فنزويلا البوليفارية (بالإسبانية: República Bolivariana de Venezuela)،

## الجغرافيا

### الحدود

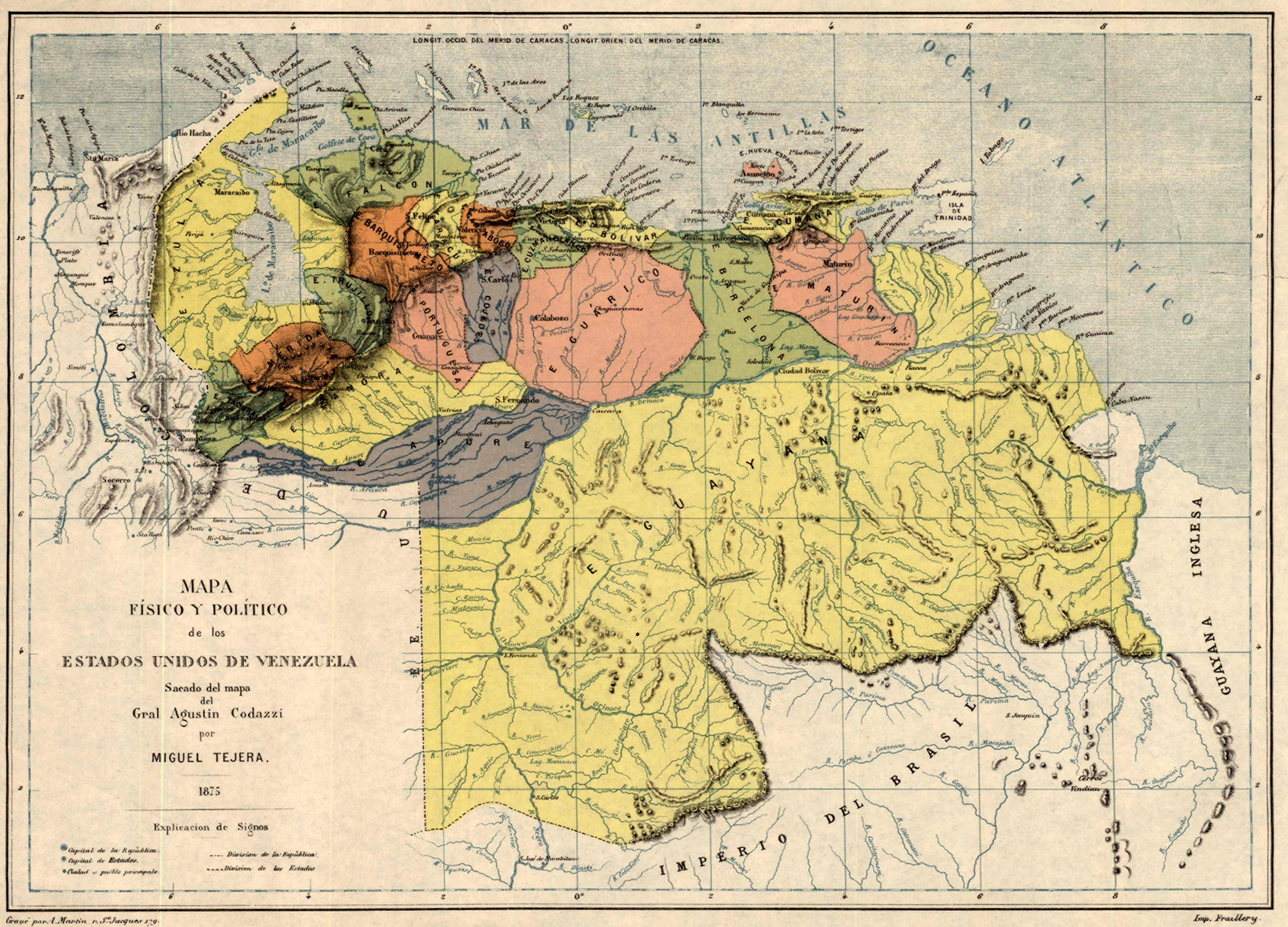
خريطة فنزويلا عام 1875

نص دستور عام 1864 على أن تكون حدود الولايات المتحدة الفنزويلية هي نفسها الخاصة برئاسة فنزويلا العامة 1810. تم الحفاظ على هذا البيان في جميع الدساتير اللاحقة.
وبسبب النزاع الإقليمي طويل الأمد بين الولايات المتحدة الفنزويلية والمملكة المتحدة حول غويانا اسيكيبا، فقد دعت عدة دول إلى محكمة عدل دولية لتسوية هذه المسألة، والتي عقدت في باريس عام 1899، وحكمت للمملكة المتحدة. شاركت فنزويلا، من عام 1900 إلى عام 1905، في اللجنة المشتركة للترسيم النهائي للحدود البريطانية الفنزويلية بين البلدين، والتي تم التوقيع عليها في سبتمبر 1907. وفي عام 1932، وافق خوان فيسنتي غوميز على نقطة تقع في قمة جبل رورايما كحدود ثلاثية بين البرازيل وغيانا البريطانية وفنزويلا.
في عام 1941 وقع الرئيس العازار لوبيز كونتريراس والرئيس الكولومبي معاهدة الحدود بين البلدين، والتي تنازلت فيها فنزويلا عن 108,000 كيلومتر مربع (42,000 ميل2) من الأراضي لكولومبيا.

### التقسيمات

#### 1864
أعطى دستور عام 1864 هذه المقاطعات السابقة الوضع كدول:
- ولاية أبوري
- ولاية أراغوا
- Barcelona
- ولاية باريناس
- Barquisimeto
- كارابوبو
- Caracas
- كويديس
- Coro
- سوكري (كومانا)
- غواريكو
- ولاية بوليفار (Guayana)
- نويفا إسبارتا (جزيرة مارغريتا)
- موناغاس (ماتورين)
- ولاية ماردة
- ولاية بورتوغيزا
- ولاية تاتشيرا
- تروخيو
- ياراكوي
- زوليا (ماراكايبو)

 
كما ذكر أن الحدود ستبقى كما كانت في 1856.

#### 1881
دمج دستور عام 1881 الولايات التي تم إنشاؤها عام 1864 في ثماني ولايات أكبر:
- أوريانتي تتألف من برشلونة، كومانا وماتورين.
- جوزمان بلانكو: تتألف من بوليفار وغوزمان بلانكو (أراغوا) وجواريكو ونويفا إسبارتا.
- كارابوبو: تتألف من كارابوبو ونيرغوا.
- Sur de Occidente: تتألف كوجيديس وبورتوغيزا وزامورا (باريناس).
- نورتي دي أوكسيدنت: تتألف باركيسيميتو وياراكوي، باستثناء نيرغوا.
- لوس أنديس: تتألف غوزمان (ميريدا) وتروجيلو وتاتشيرا.
- بوليفار: تتألف من غوايانا وأبوري.
- فالكون زوليا: تتألف زوليا وكورو.

#### 1891
وضع دستور عام 1891 حدودًا جديدة للدولة:
- برموديز: تتألف من برشلونة وكومانا وماتورين.
- ميراندا: تتألف بوليفار وغوزمان بلانكو وغواريكو ونويفا إسبارتا.
- كارابوبو: تتألف من كارابوبو ونيرجوا.
- زامورا: تتألف كوجيديس وبورتوغيزا وزامورا.
- لارا: تتألف باركيسيميتو وياراكوي، باستثناء قسم نيرغوا.
- لوس أنديس: تتألف غوزمان وتروجيلو وتاتشيرا.
- بوليفار: تتألف من غوايانا وأبوري.
- زوليا: ولاية وحدوية.
- فالكون: ولاية وحدوية.

#### 1901
أنشأ دستور 1901 تقسيمات جديدة للولايات:
- محض
- أراغوا
- بوليفار (غوايانا سابقا)
- برشلونة
- كارابوبو
- كوجيدس
- فالكون (كورو سابقًا)
- غواريكو
- لارا (باركيسيميتو سابقًا)
- ميريدا
- ميراندا (كاراكاس سابقًا)
- ماتورين
- سوكري (كومانا سابقًا)
- نويفا إسبارتا (مارغريتا سابقًا)
- بورتوغيزا
- تاتشيرا
- تروخيو
- ياراكوي
- زامورا (باريناس سابقًا)
- زوليا (ماراكايبو سابقًا)

#### 1904
تقسيم جديد للأراضي:
- أراغوا
- برموديز
- بوليفار
- كارابوبو
- فالكون
- غواريكو
- لارا
- ميريدا
- ميراندا
- تاتشيرا
- تروخيو
- زامورا
- زوليا

#### 1909
جرى تقسيم آخر للأراضي، وأسماء جديدة لبعض الولايات:
- المقاطعة الاتحادية (Distrito Federal)
- أنثواتيقي
- محض
- أراغوا
- بوليفار
- كارابوبو
- كوجيدس
- فالكون
- غواريكو
- لارا
- ميريدا
- ميراندا
- موناغاس
- نويفا إسبارتا
- بورتوغيزا
- سوكري
- تاتشيرا
- تروخيو
- ياراكوي
- زامورا
- زوليا
- الأقاليم الفيدرالية: أمازوناس ودلتا أماكورو

#### 1925
إنشاء التبعيات الفيدرالية لفنزويلا (بالإسبانية: Dependencias federales)، والجزر الساحلية التابعة لفنزويلا في البحر الكاريبي وخليج فنزويلا.
ومع ذلك، صارت جزيرة مارغريتا (بالإسبانية: Isla Margarita) المعروفة كذلك باسم Isla de Margarita جزءً من ولاية نويفا إسبارتا.

#### 1928
صارت جزيرة كوش (بالإسبانية: Isla de Coche) في ولاية نويفا إسبارتا.
وقعت تغييرات طفيفة في عهد خوان ف. جوميز.

#### 1947
تم تغيير اسم ولاية زامورا إلى ولاية باريناس وضُمت جزيرة كوباغوا (بالإسبانية: Isla de Cubagua) في نويفا إسبارتا.

## السياسة والحكومة

### الدساتير
بعد دستور الولايات المتحدة في فنزويلا لعام 1864، تمت عدة مراجعات في ظل حكومات مختلفة.
كانت هذه المراجعات في الأعوام 1874، و1881، 1891، و1893، و1901 –04، 1909، و1914، و1922، و1925، و1928، و1929، و1931، و1936، و1945.
تمت مراجعة الدستور مرة أخرى في عامي 1947 و1953 عقب صدور مرسوم من الحكومة الثورية.

### الرؤساء
| أسطورة: | الحزب الليبرالي | ديكتاتورية عسكرية | مستقل | الحزب الديمقراطي | حزب العمل الديمقراطي |

|  | الرئيس                      | الوقت في المنصب              | معنى المنصب                                 | العنوان         |
|  | --------------------------- | ---------------------------- | ------------------------------------------- | --------------- |
|  | خوان كريسوستومو فالكون      | 1863 – 1865                  | المنتصر في الحرب الاتحادية (الولاية الأولى) | فريق أول        |
|  | خوان كريسوستومو فالكون      | 1865 – أبريل 1868            | انتخاب غير مباشر (الولاية الثانية)          | فريق أول        |
|  | مانويل ايزيكيل بروزوال      | 1868 – 1868                  | رئيس منتخب                                  | جندي            |
|  | غييرمو تيل فيليغاس          | 1868 – 1869                  | رئيس منتخب                                  | محامي وجندي     |
|  | خوسيه روبرتو موناجاس        | 1869 – 1870                  | ثورة                                        | فريق أول        |
|  | غييرمو تيل فيليغاس          | 1870                         | رئيس منتخب                                  | محامي وجندي     |
|  | أنطونيو غوزمان بلانكو       | 1870 – 1877                  | ثورة (الولاية الأولى)                       | محامي وفريق أول |
|  | أنطونيو غوزمان بلانكو       | 1870 – 1877                  | انتخاب غير مباشر (الولاية الثانية)          | محامي وفريق أول |
|  | فرانسيسكو ليناريس الكانتارا | 1877 – 1878                  | انتخاب غير مباشر                            | فريق أول        |
|  | خوسيه غريغوريو فاليرا       | 1878 – 1878                  | رئيس منتخب عبر الكونغرس                     | جندي وسياسي     |
|  | أنطونيو غوزمان بلانكو       | 1879 – 1880                  | منتخب عبر الولايات الاتحادية                | محامي وفريق أول |
|  | أنطونيو غوزمان بلانكو       | 1880 – 1882                  | منتخب عبر الولايات الاتحادية                | محامي وفريق أول |
|  | أنطونيو غوزمان بلانكو       | 1882 – 1884                  | منتخب عبر الولايات الاتحادية                | محامي وفريق أول |
|  | خواكين كريسبو               | 1884 – 1886                  | منتخب عبر الولايات الاتحادية                | فريق أول        |
|  | أنطونيو غوزمان بلانكو       | 1886 – 1887                  | منتخب عبر الولايات الاتحادية                | محامي وفريق أول |
|  | هيرموجينيس لوبيز            | 1887 – 1888                  | رئيس مؤقت                                   | فريق أول        |
|  | خوان بابلو روخاس بول        | 1888 – 1890                  | منتخب عبر الولايات الاتحادية                | محامي           |
|  | رايموندو أندويثا بالاثيو    | 1890 – 1892                  | منتخب عبر الولايات الاتحادية                | محامي           |
|  | غييرمو تيل فيليغاس          | 1892 – 1892                  | رئيس مؤقت                                   | محامي وجندي     |
|  | خواكين كريسبو               | 1892 – 1894                  | ثورة                                        | فريق أول        |
|  | خواكين كريسبو               | 1894 – 1898                  | ثورة                                        | فريق أول        |
|  | اجناسيو اندرادي             | 1898-1899                    | انتخاب مباشر                                | سياسي           |
|  | سيبريانو كاسترو             | 1899-1908                    | ثورة                                        | فريق أول        |
|  | خوان فيسنتي غوميز           | 1908 – 1914                  | انقلاب                                      | فريق أول        |
|  | فيكتورينو ماركيز بوستيلوس   | 1915 – 1922                  | رئيس منتخب                                  | محامي/سياسي     |
|  | خوان فيسنتي غوميز           | 1922 – 1929                  | منتخب عبر الكونغرس الوطني                   | فريق أول        |
|  | خوان باوتيستا بيريز         | 30 مايو 1929 – 13 يونيو 1931 | منتخب عبر الكونغرس الوطني                   | محامي/قاضي      |
|  | خوان فيسنتي غوميز           | 1931 – 1935                  | منتخب عبر الكونغرس الوطني                   | فريق أول        |
|  | العازار لوبيز كونتريراس     | 1935 – 1936                  | رئيس مؤقت (الولاية الأولى)                  | فريق أول        |
|  | العازار لوبيز كونتريراس     | 1936 – 1941                  | انتخاب غير مباشر (الولاية الثانية)          | فريق أول        |
|  | إيزياس مدينا أنغاريتا       | 1941 – 1945                  | انتخاب غير مباشر                            | فريق أول        |
|  | رومولو بيتانكور             | 1945 – 1948                  | انقلاب                                      | سياسي           |
|  | رومولو جايجوس               | 1948 – 1948                  | انتخاب مباشر                                | كاتب / روائي    |
|  | كارلوس دلغادو شالبود        | 1948 – 1950                  | انقلاب                                      | جندي            |
|  | جيرمان فلاميريش             | 1950 – 1952                  | رئيس مؤقت                                   | محامي           |
|  | ماركوس بيريز خيمينيز        | 1952-1958                    | انقلاب (أُعلن بطلان الانتخابات)              | جندي            |